# Apocalypse, la paix impossible 1918-1926
 (octobre 2024).
Pour les articles homonymes, voir Apocalypse (homonymie).
Ne doit pas être confondu avec Apocalypse, la Première Guerre mondiale.
Apocalypse, Verdun Apocalypse, la guerre des mondes
Apocalypse, La Paix Impossible 1918-1926 est une série télévisée en deux parties retraçant la difficile paix ayant suivi la Première Guerre mondiale.
Elle fut diffusée en France sur France 2 le 11 novembre 2018 et au Canada sur Ici RDI le 7 et 8 novembre 2018 ainsi que sur Ici télé et Ici tou.TV les 10 et 17 novembre. Elle a été réalisée après Apocalypse, Verdun. Elle regroupe des documents d'époque connus ou inédits relate les grands événements de l'époque. Les images d'archives ont été restaurées et colorisées. La série est réalisée par Isabelle Clarke, Daniel Costelle et Mickaël Gamrasni et narrée par Mathieu Kassovitz. Elle fait partie de la série Apocalypse.

## Épisodes
- Épisode 1 : La Vengeance
- Épisode 2 : Retour vers l’enfer

## Technique
- Mise en couleur : François Montpellier, France
- Musique originale : Christian Clermont, Canada
- Montage son : Christian Rivest, Canada
- Montage son additif : Gilbert Courtois (Airbil, France
- Mixage : Louis Gignac, Canada